# تمدن اژه
تمدن اژه یک اصطلاح کلی برای تمدن‌های عصر برنز یونان در اطراف دریای اژه است. سه منطقه جغرافیایی متمایز اما در حال ارتباط و تعامل تحت پوشش این اصطلاح وجود دارد: کرت، کیکلادس و سرزمین اصلی یونان. کرت با تمدن مینوسی از اوایل عصر برنز مرتبط است. تمدن کیکلادی در دوره هلادی اولیه («مینیان») با سرزمین اصلی و در دوره مینوسی میانه با کرت همگرا می‌شود. از حدود ۱۴۵۰ قبل از میلاد (هلادی پسین، مینوسی پسین)، تمدن یونانی میسنی احتمالاً با فتح نظامی به کرت گسترش یافت.
جمعیت اولیه کشاورز در دریای اژه در یونان دوره نوسنگی، کشاورزی را پیش از ۵۰۰۰ سال قبل از میلاد به اروپای غربی آورد.

## کشاورزان دوره نوسنگی دریای اژه
یک مطالعه دی‌ان‌ای در سال ۲۰۱۹ نشان می‌دهد که کشاورزی توسط جمعیت‌های اژه ای که به عنوان «کشاورزان دوره نوسنگی اژه» شناخته می‌شوند به اروپای غربی آورده شده‌است. این گروه‌های نوسنگی در حدود ۵۰۰۰ سال قبل از میلاد به شمال فرانسه و آلمان رسیدند. آن‌ها حدود ۱۰۰۰ سال بعد وارد بریتانیا شدند.
هنگامی که آن‌ها دریای اژه را ترک کردند، این جمعیت‌ها به سرعت به دو گروه با فرهنگ‌های تا حدودی متفاوت تقسیم شدند. یک گروه در امتداد رود دانوب به سمت شمال رفتند، در حالی که گروه دیگر مسیر جنوبی را در امتداد مدیترانه در پیش گرفتند و به ایبریا رسیدند. این گروه اخیر سپس وارد بریتانیا شد.
پیش از آن، این سرزمین‌ها توسط فرهنگ‌های شکارچی-گردآورنده معروف به «شکارچی-گردآورنده‌های غربی»، شبیه به مرد چدار، مسکونی شده بودند.
بیشتر تبار جمعیت بریتانیا پس از ۴۰۰۰ سال قبل از میلاد (به‌طور متوسط ۷۴٪) به کشاورزان دوره نوسنگی اژه نسبت داده می‌شود. این نشان دهنده یک تغییر اساسی در ترکیب نیاکان با گذار به کشاورزی است.
دوره کالکولیتیک (عصر مس) در اروپا حدود ۵۵۰۰ سال قبل از میلاد آغاز شد. تعداد زیادی از خرسنگ‌ها و بناهای تاریخی نیز در این دوره ساخته شد.

## دوره بندی

### سرزمین اصلی
- هلادیک اولیه (EH): 3200/3100–2050/2001 قبل از میلاد
- هلادیک میانه (MH): 2000/1900-1550 قبل از میلاد
- هلادیک پسین (LH): 1550–1050 قبل از میلاد

### کرت
- مینوسی اولیه (EM): 2700–2160 قبل از میلاد
- مینوسی میانه (MM): 2160–1600 قبل از میلاد
- مینوسی پسین (LM): 1600-1100 قبل از میلاد

### کیکلادها
- کیکلادی اولیه (EC): 3300–2000 قبل از میلاد
- کاستری (EH II–EH III): حدود. ۲۵۰۰–۲۱۰۰ قبل از میلاد
- همگرایی با MM از حدود. ۲۰۰۰ قبل از میلاد

## بازرگانی
همان‌طور که از پراکنش یک‌دست ابسیدین میلوسی در همه منطقه دریای اژه برمی‌آید، دادوستد در زمان‌های اولیه تا حدی رایج بود. به نظر می‌رسد کشتی‌های کرت به میلوس، مصر و خاک اصلی یونان صادر می‌شد. به ویژه، گلدان‌های میلوسی، در نهایت، راه خود را به کرت باز کردند. پس از ۱۶۰۰ سال قبل از میلاد، تجارت بسیار نزدیکی با مصر وجود داشت و کالاهای دریای اژه به تمام سواحل دریای مدیترانه راه یافت. هیچ اثری از وجود پول رایج در منطقه یافت نشده‌است، به استثنای تبرهای خاصی که برای این منظور استفاده می‌شدند اما کاربرد عملی کمی داشتند. وزن‌های استاندارد و همچنین تصاویری از شمش یافت شده‌است. اسناد نوشتاری از اژه هنوز وجود مکاتبه با مناطق دیگر را ثابت نکرده‌است. تصاویر کشتی رایج نیست، اما چندین مورد از شناورها روی سنگ‌های اژه، مهر و موم‌های جواهر، ماهی‌تابه و گلدان‌ها مشاهده شده‌است. تصاویر این گلدان‌ها دارای دکل و پارو هستند. آشنایی با دریا با استفاده زیاد از نقوش دریایی در تزئینات این دوره ثابت می‌شود.  دقیق‌ترین تصاویر را می‌توان در «فرسکوی کشتی» در آکروتیری در جزیره ترا (سانتورینی) یافت که توسط ریزش خاکستر ناشی از فوران آتشفشانی که شهر را در آنجا ویران کرد، حفظ شده‌است.
اکتشافات انجام‌شده در اواخر قرن بیستم در کشتی‌های بازرگانی غرق‌شده مانند کشتی‌های اولوبرون و دماغه گلیدونیا در سواحل جنوبی ترکیه، اطلاعات جدیدی را در مورد این فرهنگ به ارمغان آورده‌است.

## شواهد
برای جزئیات شواهد تاریخی باید به مقالاتی در مورد کرت، موکنای، تیرینس، ترواد، قبرس و غیره مراجعه کرد. اصیل‌ترین محوطه‌ای که تاکنون کشف شده، کنوسوس (نگاه کنید به کرت) است که نه تنها متنوع‌ترین، بلکه پیوسته‌ترین شواهد را از عصر نوسنگی تا سپیده‌دم تمدن کلاسیک به دست آورده‌است.
به نظر می‌رسد که فروپاشی نهایی تمدن میسنی در حدود ۱۰۰۰ سال قبل از میلاد رخ داده‌است. کاخ در کنوسوس یک بار دیگر ویران شد و هرگز بازسازی یا مسکونی نشد. آهن جای برنز را گرفت و هنر اژه به عنوان یک سنت زنده در سرزمین اصلی یونان و جزایر دریای اژه از جمله کرت همراه با خط اژه‌ای متوقف شد.